# (514183) 2015 MC77
(514183) 2015 MC77 es un asteroide perteneciente al cinturón de asteroides, región del sistema solar que se encuentra entre las órbitas de Marte y Júpiter.
Fue descubierto el 18 de junio de 2015 por el equipo del telescopio Pan-STARRS desde el observatorio de Haleakala.

## Designación y nombre
Designado provisionalmente como 2015 MC77.

## Características orbitales
2015 MC77 está situado a una distancia media del Sol de 3,138 ua, pudiendo alejarse hasta 3,718 ua y acercarse hasta 2,558 ua. Su excentricidad es 0,185 y la inclinación orbital 15,073 grados. Emplea 2030,25 días en completar una órbita alrededor del Sol.
Los próximos acercamientos a  la órbita de Júpiter ocurrirán el 12 de agosto de 2052, el 21 de febrero de 2063 y el 6 de mayo de 2147.

## Características físicas
La magnitud absoluta de 2015 MC77 es 16,72.